# Neoseiulus barkeri
Neoseiulus barkeri är en spindeldjursart som beskrevs av Hughes 1948. Neoseiulus barkeri ingår i släktet Neoseiulus och familjen Phytoseiidae. Inga underarter finns listade i Catalogue of Life.